# Willy Mairesse
Willy Mairesse (n. 1 octombrie 1928, Momignies, Valonia, Belgia – d. 2 septembrie 1969, Oostende, Flandra, Belgia) a fost un pilot de Formula 1. De-a lungul carierei a luat startul în 12 curse, niciuna din pole-position. Nu a câștigat nicio cursă și a terminat o singură dată pe podium, acumulând 7 puncte în întreaga activitate ca pilot de Formula 1.